# Sergio Gonella
Sergio Gonella (Asti, 23 de maio de 1933 – 19 de junho de 2018) foi um árbitro de futebol da Itália.
Mediou a final do Campeonato Europeu de 1976 entre Tchecoslováquia e Alemanha Ocidental. Dois anos depois, apitou a final da Copa do Mundo de 1978 entre Argentina e Países Baixos, tornando-se, junto com o suíço Gottfried Dienst, os únicos a mediarem as finais das duas competições.
Presidiu a Associação de Árbitros Italianos entre 1998 e 2000. Em 2013 foi nomeado ao Hall da Fama do futebol italiano.